# It's a Long Way to the Top (If You Wanna Rock 'n' Roll)
It's a Long Way to the Top (If You Wanna Rock 'n' Roll) è uno dei primi singoli della band australiana AC/DC. La canzone è la prima traccia del disco T.N.T. e della versione internazionale di High Voltage.
Il brano è tra i più popolari della band, ed è nella colonna sonora del film School of Rock.

## Video musicale
Nel video della canzone la band suona su un camion in movimento in una strada di Melbourne. Bon Scott insieme ad altri tre professionisti suona anche la cornamusa, strumento che ricorda il paese dove Bon e i fratelli Young sono nati, la Scozia.

## Formazione
- Bon Scott - voce, cornamusa
- Angus Young - chitarra
- Malcolm Young - chitarra
- Mark Evans - basso
- Phil Rudd - batteria